# Stands coloradobillen!
|  | Denne artikel er oprettet af botten PalnaBot ud fra en ekstern database. Den kan derfor have sproglige fejl eller mangler. Denne skabelon kan fjernes efter kontrol af indholdet. |

Stands coloradobillen! er en film med ukendt instruktør.

## Handling
Filmen, som er et led i landbrugets fremstød i kampen mod coloradobillen, giver først billeder af billens og larvens udseende; dernæst vises, hvilke forholdsregler man skal træffe straks, når man finder dyrene. Endelig ses myndighedernes rensning af markerne.